# کاستانیا (پنسیلوانیا)
کاستانیا (به انگلیسی: Castanea) یک منطقهٔ مسکونی در ایالات متحده آمریکا است که در شهرستان کلینتون، پنسیلوانیا واقع شده‌است. کاستانیا ۳٫۶۰ کیلومتر مربع مساحت و ۱٬۱۲۵ نفر جمعیت دارد و ۱۸۲٫۸۸ متر بالاتر از سطح دریا واقع شده‌است.